# Miasta w Etiopii
Według danych oficjalnych pochodzących z 2013 roku Etiopia posiadała ponad 140 miast o ludności przekraczającej 13 tys. mieszkańców. Stolica kraju Addis Abeba jako jedyne miasto liczyło ponad milion mieszkańców; 15 miast z ludnością 100÷500 tys.; 20 miast z ludnością 50÷100 tys.; 55 miast z ludnością 25÷50 tys. oraz reszta miast poniżej 25 tys. mieszkańców.

## Największe miasta w Etiopii
Największe miasta w Etiopii według liczebności mieszkańców (stan na 01.07.2013):
| L.p. | Miasto         | Kilil                                 | Liczba ludności |
| ---- | -------------- | ------------------------------------- | --------------- |
| 1.   | Addis Abeba    | miasto Addis Abeba                    | 3 103 700       |
| 2.   | Mekelie        | Tigraj                                | 286 600         |
| 3.   | Adama (Nazret) | Oromia                                | 283 000         |
| 4.   | Dire Daua      | miasto Dire Daua                      | 269 100         |
| 5.   | Gonder         | Amhara                                | 265 000         |
| 6.   | Auasa          | Narodów, Narodowości i Ludów Południa | 225 700         |
| 7.   | Bahyr Dar      | Amhara                                | 198 900         |
| 8.   | Dżimma         | Oromia                                | 155 400         |
| 9.   | Desje          | Amhara                                | 153 700         |
| 10.  | Dżidżiga       | Somali                                | 152 700         |

## Alfabetyczna lista miast w Etiopii
(czcionką pogrubioną wydzielono miasta powyżej 1 mln)

## A
- Abiy Addi
- Abomsa
- Adama (Nazret)
- Addis Abeba
- Addis Alem
- Addis Zemen
- Adet
- Adigrat (Addigrat)
- Adua
- Agaro
- Akaki
- Aksum
- Alamata
- Alemaya
- Aleta Wendo
- Alitena
- Amba Mariam
- Ambo (Hagere Hiywet)
- Ankober
- Arba Myncz
- Areka
- Arboje
- Arsi Negele
- Asajta
- Asasa
- Asosa
- Assela
- Auasa
- Auasz
- Awbere
- Ayikel

## B
- Babille
- Badme
- Bahyr Dar
- Bako
- Bati
- Bedele
- Bedessa
- Beica
- Beji
- Bekoji
- Bichena
- Boditi
- Bonga
- Burayu
- Bure
- Butadżira

## C
- Ciroo
- Czagni
- Czencza
- Czuko

## D
- Dabat
- Dalo Mana
- Dangila
- Debark
- Debre Byrhan
- Debre Daua
- Debre Markos
- Debre Tabor
- Debre Werk
- Debre Zeit (Debre Zejt)
- Deder
- Degehabur
- Dembidolo
- Dembecha
- Dejen
- Dera
- Derwonadżi
- Desje
- Dila
- Dire Daua (Dyrie Daua)
- Dodola
- Dolo Bay
- Dolo
- Dubti
- Durame
- Dżidżiga
- Dżimma
- Dżinka

## E
- Enseno
- Este (Mekane Yesus)

## F
- Fikke
- Fincza
- Finote Selam

## G
- Gambela (Gambiela)
- Gebre Guracha
- Gelemso
- Genet Limmu
- Gidole
- Gimbi
- Ginchi
- Ginyr
- Goba
- Godie
- Gonder
- Gorie
- Gorgora
- Gongoma
- Gura Dhamoole
- Guder
- Gindiba
- Guion
- Gutin

## H
- Hadero
- Hagere Maryam
- Hangeetu
- Harer
- Haro Dibe
- Haro Dumaal
- Hartisheik
- Hayq
- Holeta
- Hosaena
- Humera
- Hurata

## I
- Imi
- Inda Silase
- Indżibara
- Irgalem
- Iteya

## J
- Jabielo
- Jeha
- Jirga Alem
- Jirga Chefe

## K
- Kebri Dehar
- Kebri Mangest
- Kembolcza
- Kemise
- Kobo
- Kofele
- K'olito (Alaba K'ulito)
- Konso
- Korem
- Kulubi

## L
- Lalibela
- Leku
- Logia

## M
- Maj Kadera
- Majczeu
- Maji
- Malka amaana
- Malka arba
- Mekelie
- Mekhoni
- Meki
- Mendi
- Merawi
- Mersa
- Metemma
- Metu
- Mieso
- Mizan Teferi
- Modżo
- Mota
- Moyale

## N
- Nefas Mewcza
- Negasz
- Negele Boran
- Nejo
- Nekemtie

## R
- Robe
- Robe

## S
- Salole
- Sawla (Felege Neway)
- Sebeta
- Soddo (albo Wolajta Soddo)
- Soderie
- Sodu Welmal
- Sokota
- Szakiso
- Szambu
- Szaszemenie
- Szewa Robit (Kewet)
- Szinsziczo
- Sziraro
- Szone
- Szylabo
- Szyrie (albo Ynde Syllasie)

## T
- Tenta
- Tiepi
- Tis Abay
- Togo Chale (Tog Wajaale)
- Tulu Bolo
- Tulu Milki
- Turmi
- Tyja

## U
- Ueluel

## W
- Wacca
- Waliso
- Weldiya
- Welenchiti
- Welkite
- Wenji Gefersa
- Werder
- Wereta
- Wolleka
- Wuchale
- Wukro

## Y
- Yabelo
- Yirga Chefe

## Z
- Ziway